# Montserrat Poza
Montserrat Poza Fernández est une joueuse espagnole de rugby à XV, née le 17 août 1977, de 1,58 m pour 53 kg, occupant le poste d'arrière (n° 15) pour le club USAP XV féminin , la Unió Esportiva Santboiana, Rugby Club L'Hospitalet et en sélection nationale pour l'équipe d'Espagne.
Elle participe au Tournoi des six nations féminin.
Elle est sélectionnée pour la Coupe du monde féminine de rugby à XV qui commence le 31 août 2006.

## Palmarès
- 40 sélections en équipe d'Espagne
- participations au Tournoi des six nations féminin
- participations aux Coupe du monde féminine de rugby à XV 1998 et Coupe du monde féminine de rugby à XV 2006